# قسم آسباس الريفي (مقاطعة إقليد)
قسم آسباس الريفي (بالفارسية: دهستان آسپاس) هي منطقة ريفية تقع في Sedeh District في إيران. يقدر عدد سكانها بـ 4,116 نسمة .